# Franz Hellens

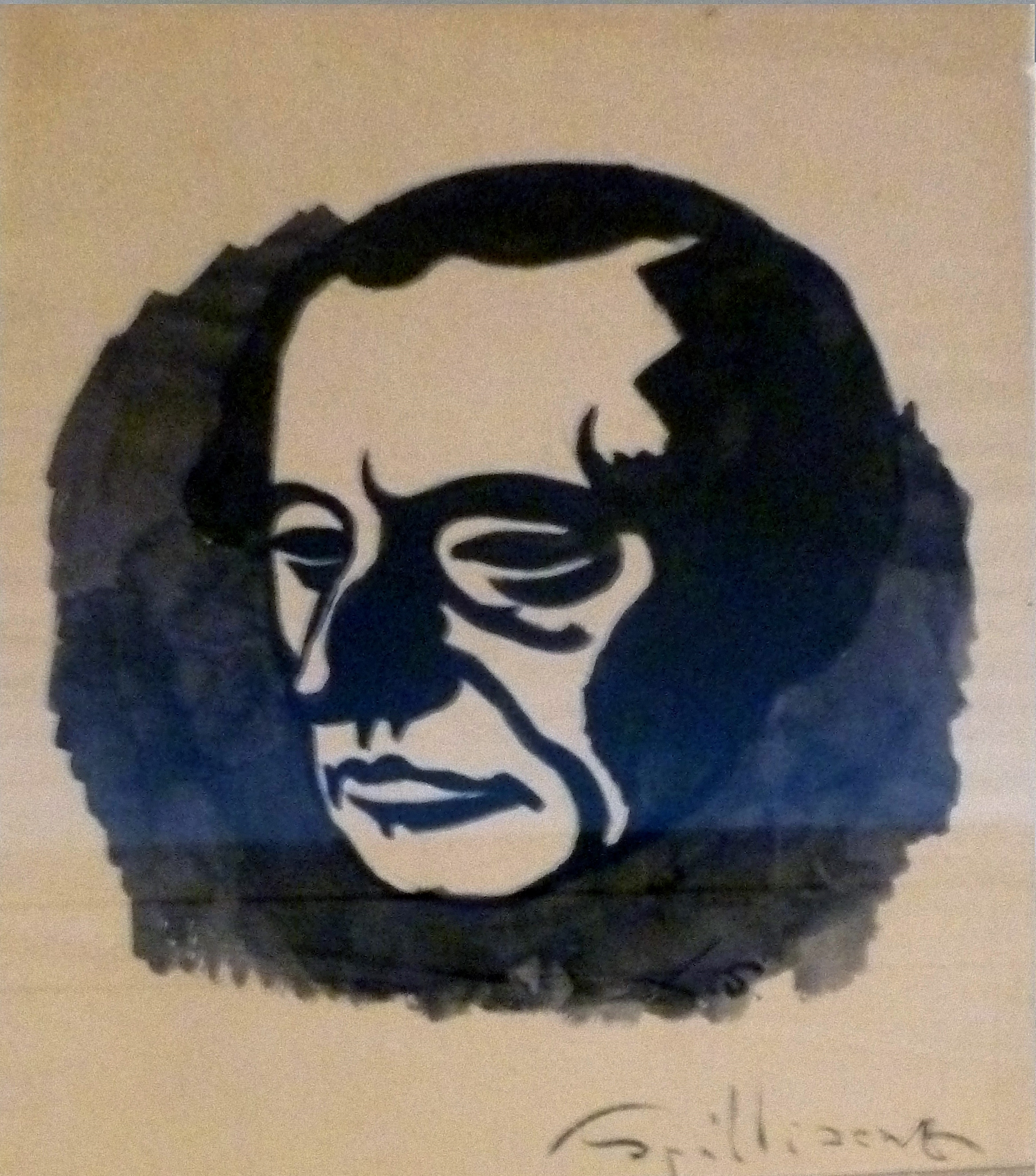
Franz Hellens (1920) Porträt von Leon Spilliaert

Franz Hellens (* 8. September 1881 in Brüssel; † 3. Februar 1972 ebenda) war ein belgischer Dichter und Schriftsteller französischer Sprache.

## Leben und Werk
Franz Hellens (bürgerlicher Name: Frédéric Van Ermenghem) wuchs in Gent auf, mit Brügge Schauplatz seiner wichtigsten Werke. Er studierte Rechtswissenschaft, wurde 1905 promoviert, übte aber den Beruf nicht aus, sondern wurde Bibliothekar in Brüssel.  Über mehr als 60 Jahre entfaltete er eine weit gestreute literarische Tätigkeit mit Gedichten, zahlreichen Romanen und Erzählungen, Autobiographie, Tagebuch, Literaturkritik, Kunstkritik und als Herausgeber von Zeitschriften. Anfänglich stand er in der Nachfolge von Georges Rodenbach, Camille Lemonnier, Georges Eekhoud und Edgar Allan Poe. Ein längerer Aufenthalt an der Côte d’Azur während des Ersten Weltkriegs brachte ihn Apollinaire, Blaise Cendrars und Pierre Reverdy näher.  Zu seinen Freunden zählten Maxim Gorkij, Ilja Ehrenburg, Sergei Alexandrowitsch Jessenin, Stefan Zweig und Giuseppe Ungaretti.  Ab 1947 lebte er in Paris. Viele seiner Texte beginnen in der Realität und enden in Nacht und Traum.

## Werke (Auswahl)
- En ville morte, les scories. Brüssel 1906.
- Gérard Terborch. Brüssel 1911. (Gerard ter Borch)
- Massacrons les innocents, pièce en 1 acte. Brüssel 1911.
- Les Clartés latentes. Vingt contes et paraboles. Librairie générale des sciences, des arts et des lettres, Paris 1912.
- Les hors-le-vent. Librairie moderne, Brüssel 1912. Lüttich 1965. (Vorwort von Georges Eekhoud)
- Nocturnal, précédé de quinze histoires. Brüssel 1919.
- Mélusine. Roman. La Voile rouge, Brüssel 1920.
  - Mélusine, ou la Robe de saphir. Édition définitive. Roman d’aventures. Gallimard, Paris 1952. Brüssel 1987 (Vorwort von Paul Gorceix, 1930–2007). Brüssel 2019 (Nachwort von Paul Aron).
- Bass-Bassina-Boulou. Rieder, Paris 1922. Académie royale de langue et de littérature françaises, Brüssel 1992 (Vorwort von Robert Frickx).
  - (deutsch) Bass-Bassina-Bulu. Roman. Juncker, Berlin 1923. (Vorwort von Stefan Zweig. Übersetzt von  H. u. V. Pins)
- Oeil-de-Dieu. Roman. Éd. Émile-Paul frères, Paris 1925. Albin Michel, Paris 1959.
- Le naïf. Roman. 1926. Labor, Brüssel 1987.
- L’enfant et l’Ecuyère. Les Cahiers du Sud, Marseille 1927.
- Quand la cloche sonne. Essai. Antwerpen 1928.
- La Femme partagée. Grasset, Paris 1929.
- Le Jeune homme Annibal. Roman. Brüssel 1929. Albin Michel, Paris 1961.
- Les filles du désir. Gallimard, Paris 1930.
- Grippe-Cœur. Roman. Paris 1931.
- Le rendez-vous dans une église. Maestricht 1931.
- Fraîcheur de la mer. Gallimard, Paris 1933.
- La Mort dans l’âme. Den Haag 1935. (Vorwort von Valery Larbaud)
- Frédéric. Gallimard, Paris 1935.
- Le Magasin aux poudres. Roman. Gallimard, Paris 1936.
- L’enfant au paradis (suivi de) La mort dans l’âme. Denoël, Paris 1942.
- Moralités peu salutaires. Brüssel 1943.
- Fantômes vivants. 1. Ma jeunesse et moi. 2. Le Père et la fille. 3. La Femme et l’homme. 4. Le Solitaire. Brüssel 1944.
- La Vie seconde ou les Songes sans la clef. Éd. du Sablon, Brüssel 1945.
- Les clartés latentes. Vingt contes et paraboles. Brüssel 1946.
- Moreldieu. Roman. A. Michel, Paris 1946.
- Nature. Brügge 1947.
- Naître et mourir. Roman. A. Michel, Paris 1948.
  - (deutsch) Werden und vergehen. Lancelot-Verlag Neuwied/Rhein 1949. (übersetzt von Curt Speth)
- L’homme de soixante ans. Roman. A. Michel, Paris 1951.
- Les marées de l’Escaut. A. Michel, Paris 1953.
- Mémoires d’Elseneur. Roman. A. Michel, Paris 1954.
- Dans l’automne de mon grand âge. La Baconnière, Neuchâtel 1956.
- Les Saisons de Pontoise. Roman suivi des Contes de Frédéric. A. Michel, Paris 1956.
- Style et caractère. Essai critique. Brüssel 1956.
- Sainte Marie de Woluwe, la misérable. Plon, Paris 1957. J. Antoine, Brüssel 1975.
- Documents secrets, 1905–1906. Histoire sentimentale de mes livres et de quelques amitiés. A. Michel, Paris 1958.
- Poésie complète (1905–1959). Albin Michel, Paris 1959.
- Des pas dans les jardins. Essais critiques. Brüssel 1960.
- Entre toutes les femmes. Roman. A. Michel, Paris 1960.
- La vie seconde. A. Michel, Paris 1963.
- Les Yeux du rêve, moralités fantastiques. Brepols, Brüssel 1964.
- La comédie des portraits. Roman. Seghers, Paris 1965.
- Poétique des éléments et des mythes. Albin Michel, Paris 1966.
- Le Fantastique réel. Amiens, S.O.D.I., Brüssel 1967. Labor, Brüssel 1991.
- Essais de critique intuitive. Sodi, Brüssel 1968.
- Épîtres. Rougerie, Limoges 1972. (Vorwort von Émilie Noulet)
- Contes et nouvelles ou Les Souvenirs de Frédéric. J. Antoine, Brüssel 1977. (Vorwort von Marie Gevers).
- (deutsch) Das Phantom der Freiheit und andere Erzählungen. Hrsg. Stefan Gross. Sachon, Bad Wörishofen 1983. (übersetzt von Susanne Gross)
- Notes prises d’une lucarne. Petit théâtre aux chandelles. Académie royale de langue et de littérature françaises, Brüssel 1992 (Vorwort von Robert Frickx).
- Un balcon sur l’Europe. Choix de textes critiques. Hrsg. Paul Gorceix. Ed. Labor, Brüssel 1992.
- Le voyage rétrospectif. Impressions d’Afrique du Nord. Hrsg. Sourour Ben Ali. Presses universitaires Blaise Pascal, Clermont-Ferrand 2000.
- Carnets d’un vieillard. L’âge et moi. Hrsg. Sourour Ben Ali Memdouh. Presses universitaires Blaise Pascal, Clermont-Ferrand 2007.
- Le double et autres contes fantastiques. L. Pire, Brüssel 2009, 2019.

### Von Hellens herausgegebene Zeitschriften
- Le Disque Vert. Revue mensuelle de littérature. (1922) [1. Periode] 6 Lieferungen von Mai bis Oktober 1922 (Redaktionskomitee: André Salmon, Jean Paulhan, Franz Hellens, Mélot du Dy, Odilon-Jean Périer, Paul Fierens, Robert Goffin)
- Signaux de France et de Belgique. Revue mensuelle de littérature. (1921–1922) 12 Nummern in 11 Lieferungen von März 1921 bis Juni 1922 (Leitung zusammen mit André Salmon, Redaktionskomitee: André de Ridder, Franz Hellens, André Salmon, Paul-Gustave Van Hecke).
- Écrits du Nord (1922–1923) [1. Periode] (Leitung zusammen mit Paul Vanderborght, Redaktionskomitee: André Salmon, Jean Paulhan, Mélot du Dy, Odilon-Jean Périer, Paul Fierens, Léon Kochnitzky, Robert Goffin, René Purnal)
- Le Disque Vert (1923–1925) [2. Periode] (Leitung ab 1925 zusammen mit Henry Michaux)
- Nord. Cahiers littéraires trimestriels publiés sous la direction de Franz Hellens (1929–1930)
- Au Disque Vert (1934)
- Écrits du Nord. Revue littéraire mensuelle (1935) [2. Periode]
- Le Disque Vert. Revue mensuelle de littérature et de critique (1941) [3. Periode] 1 Nummer (Redaktionskomitee: Hermann Closson, Fernand Crommelynck, Marie Gevers, Arnold de Kerchove, Marcel Lecomte, Jean Libert, Robert Poulet, Gaston Pulings).
- Le Disque Vert (1953–1955) [4. Periode] 6 Nummern April 1953 bis April 1954. 2 Sondernummern. (Leitung zusammen mit René de Solier)